# Melanie C
Melanie C aka Melanie Jayne Chisholm (født 12. januar 1974) er en britisk popsanger. Hun var medlem af popgruppen Spice Girls indtil 2000 og er nu soloartist.
I 1994 startede Melanie C sammen med Melanie Brown, Emma Bunton, Victoria Adams & Geri Halliwell gruppen Spice Girls.
Solokarrieren startede i 1998 med duetten «When You're Gone» sammen med den canadiske rock-artist Bryan Adams. Derefter kom det kritikerroste album Northern Star i 1999, med successingler som Northern Star, I Turn to You og Never Be the Same Again, som har solgt 4 millioner eksemplarer verden over.
Efter bruddet med Spice Girls udkom Melanies andet album Reason i februar 2003. Det blev ikke særlig godt modtaget af kritikerne, og kom heller ikke højt på hitlisterne, som følge af et dårlig salg.
I 2004 startede hun sit eget pladeselskab, Red Girl Records, og i april 2005 blev hendes tredje album udgivet under titlen Beautiful Intentions. Albummet fik en jævnt god modtagelse, og den første single, «Next Best Superstar», klarede sig godt på hitlisterne.
Melanie C blev i Spice Girls kaldt Sporty Spice og hun er stor fan af Liverpool F.C.

## Diskografi
Albums:
- Northern Star (1999)
- Reason (2003)
- Beautiful Intentions (2005)
- This Time (2007)
- The Sea (2011)
- Stages (2012)
- Version of Me (2016)

Singler:
- When You're Gone (1998 – duet med Bryan Adams)
- Goin' Down (1999)
- Northern Star (1999)
- Never Be the Same Again (feat. Lisa "Left Eye" Lopes) (2000)
- I Turn to You (2000)
- If That Were Me (2000)
- Here It Comes Again (2003)
- On the Horizon (2003)
- Melt / Yeh Yeh Yeh (2003)
- Next Best Superstar (2005)
- Better Alone (2005)
- First Day Of My Life (2005)
- The Moment You Believe (2007)
- I Want Candy (2007)
- Carolyna (2007)
- This Time (2007)
- Rock Me (2011)
- Think About It (2011)
- Weak (2011)
- Let There Be Love (2011)
- I Know Him So Well (feat. Emma Bunton) (2012)
- Loving You (duet med Matt Cardle) (2013)
- Anymore (2016)
- Dear Life (2016)
- Hold On (feat. Alex Francis) (2017)
- Room for Love (2017)